# كايرو ستيبس
كايرو ستيبس (بالإنجليزية: Cairo Steps)‏ أي: خطوات في القاهرة؛ فرقة جاز صوفية عالمية تتكون من عازفين ألمان ومصريين.

## النشأة
في العام 2002 قام الملحن والعازف المصري المقيم بألمانيا باسم درويش بتأسيس فريق «خطوات في القاهرة» إلى جانب عازف البيانو والملحن المعروف ماتياس فراي، ومنذ ذلك التاريخ، لم تتوقف الفرقة التي تجولت حول العالم عن تقديم مذاقها الفريد للموسيقى الذي يجمع بين الموسيقى المصرية والشرقية التقليدية مع ارتجال موسيقى الجاز الحديث والموسيقى الكلاسيكية والأصوات المعاصرة.

## الأسلوب الفني
يقوم فريق كايرو ستيبس بدمج أساليب موسيقية متنوعة من مختلف أنحاء العالم، وكذلك دمج التقاليد المصرية الشرقية مع ارتجالات موسيقى الجاز الحديثة والموسيقى الكلاسيكية مع أصوات إلكترونية، تتأثر الموسيقى التي يقدمها الفريق بالموسيقى الروحية والتقاليد الصوفية وذلك بالتناوب مع إيقاعات ذات انسجام قوى حتى نحصل في النهاية على موسيقى مختلفة ومنفردة تحوى عدد كبير من الثقافات المختلفة، وتتضمن الحفلات مجموعة من أعماله الخاصة إضافة إلى مختارات من المؤلفات الكلاسيكية والعربية التي أعدت بأسلوب موسيقى الجاز.
تتأثر الموسيقى بالموسيقى العرقية الروحية والتقاليد العربية والبدائل بين نوبات الصوت التأملي والإيقاعات القوية. والنتيجة هي أسلوب موسيقي فريد ومزيج مثير من الثقافات العديدة.

## الأعضاء

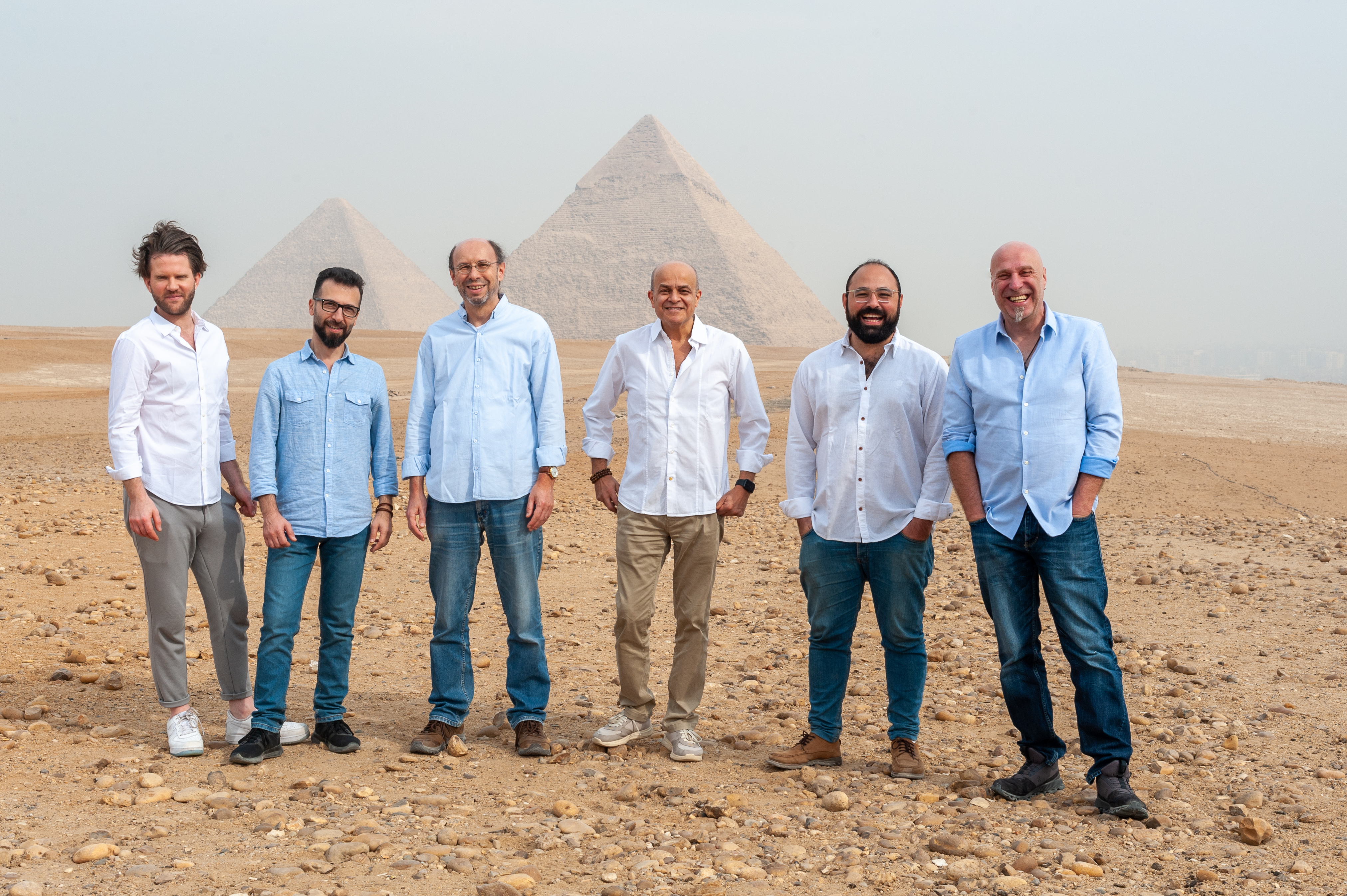
أعضاء كايرو ستيبس من أمام أهرامات الجيزة - 2023

## الأعضاء[4]
- باسم درويش (عود)
- رامي عطا الله (بيانو)
- راغيد ويليام (دودوك وناي)
- ماكس كلاس (إيقاعات)
- ستيفان هيرجينرودر (باص)
- أعضاء كايرو ستيبس من أمام أهرامات الجيزة - 2023وولفغانغ فيتيمان (سوبرانو ساكسفون)[4]

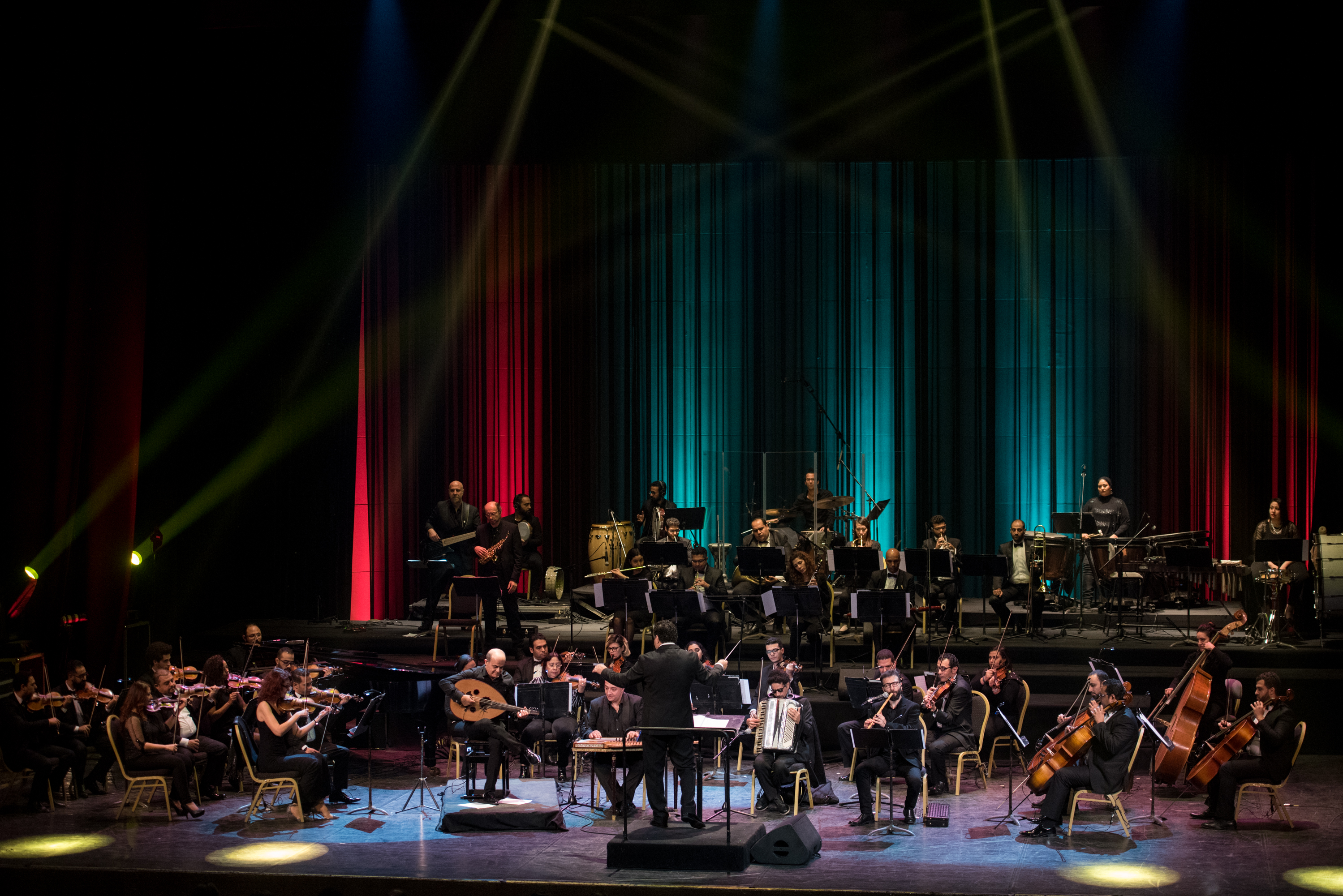
فريق كايرو ستيبس من حفل أوبرا القاهرة مع الأوركسترا 2020.

## الأحداث والحفلات
عزفت الفرقة العديد من الحفلات الموسيقية في أماكن شهيرة مثل أوبرا فرانكفورت، وأوبرا هامبورغ، ومبنى برينزريغينتيت ميونيخ، وبيتهاوس شتوتغارت مع الموسيقيين والفنانين من جميع أنحاء العالم بما في ذلك العروض الموضحة في البث التلفزيوني الحي الدولي.
في عام 2020، واصلت فرقة "كايرو ستيبس" تعزيز حضورها الموسيقي من خلال مشاريع وعروض متنوعة. في 26 يونيو، أصدرت الفرقة مقطع فيديو لأغنيتها "شمس"، التي كانت قد ظهرت في ألبومها "Flying Carpet" الصادر عام 2017. جاء الفيديو على شكل أداء افتراضي، مما عكس قدرتها على تقديم تجارب جديدة في عرض الموسيقى.
كما قامت وزارة الثقافة المصرية ببث تسجيل لحفل سابق للفرقة على مسرح دار الأوبرا المصرية، وذلك ضمن مبادرة "الثقافة بين يديك" والتي تهدف إلى إتاحة العروض الثقافية لجمهور أوسع عبر الإنترنت.
في نوفمبر 2020، شاركت الفرقة في مهرجان الموسيقى العربية، حيث قدمت عرضًا على مسرح دار الأوبرا المصرية بالتعاون مع أوركسترا أوبرا القاهرة بقيادة ناير ناجي وبمشاركة الشيخ إيهاب يونس. تميز هذا العرض بدمج الأنماط الموسيقية التقليدية والحديثة.
وفي مارس 2023، أصدرت "كايرو ستيبس" أغنية جديدة بعنوان "الإمام"، مستوحاة من قصيدة "دع الأيام تفعل ما تشاء" للإمام الشافعي. تم إنتاج الأغنية بالتعاون مع المغني والملحن المصري هاني عادل، أحد أعضاء فرقة "وسط البلد". يعكس هذا الإصدار استمرار الفرقة في استكشاف المزج بين الشعر العربي التقليدي والتأثيرات الموسيقية الحديثة.

### في مصر والدول العربية
- حفلات في سيوة والأسكندرية - مشروع سيوة بدعم من معهد جوته بمصر - 2004.[11]
- حفل دار الأوبرا المصرية - 2009.[11]
- حفل دار الأوبرا المصرية، جولة مع راديو جوقة الألماني - 2011.[11]كايروستيبس في حفل بدار أوبرا القاهرة - 2018

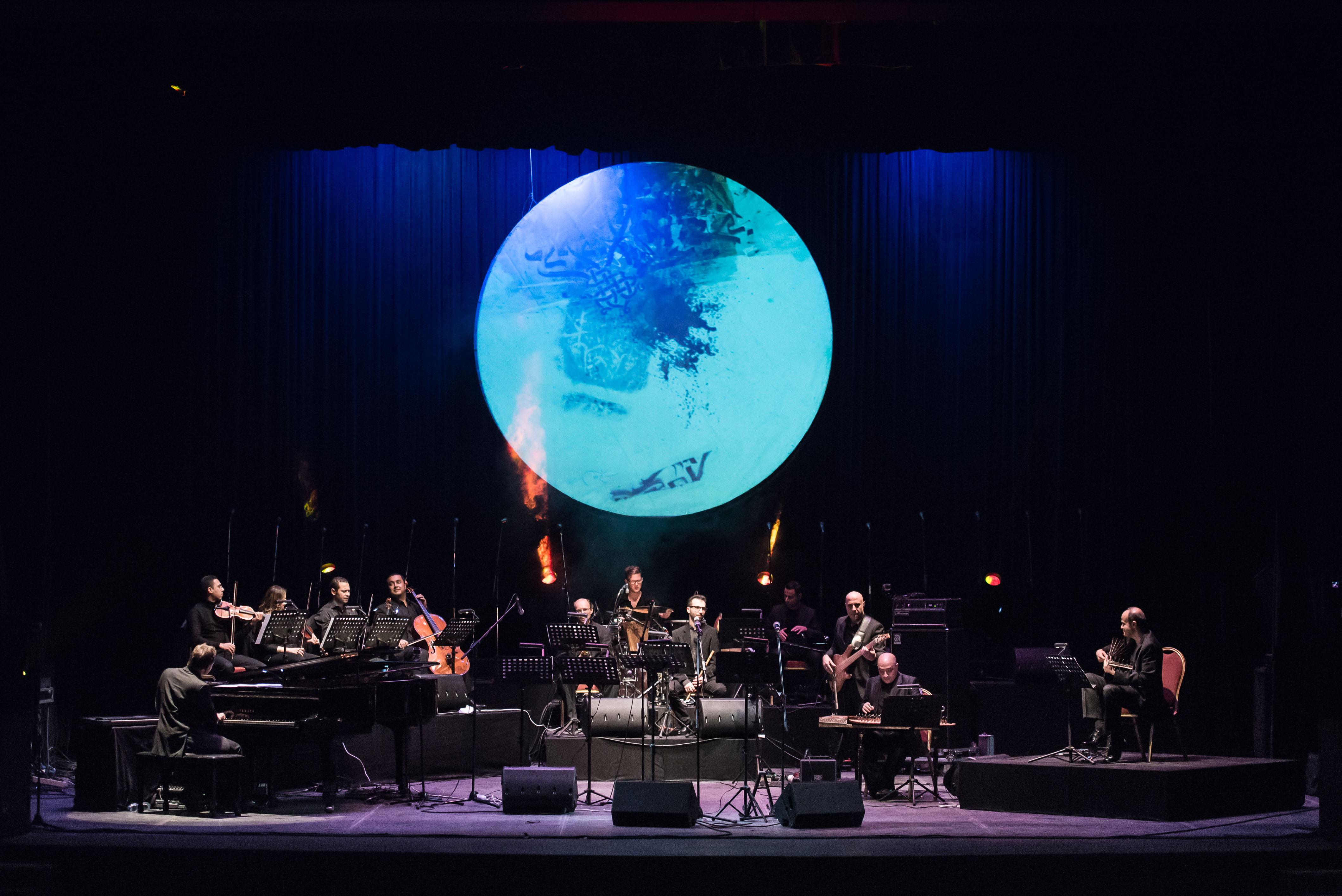
كايروستيبس في حفل بدار أوبرا القاهرة - 2018

- حفلات في دار الأوبرا المصرية وأوبرا الإسكندرية - 2015.[11]
- حفل افتتاح مهرجان القلعة الرابع والعشرين بالقاهرة - 2015.[11]
- حفل مهرجان الإسكندرية الصيفي - 2015.
- حفل السفارة الألمانية بالقاهرة - يناير 2017.
- حفلات دار الأوبرا المصرية بالقاهرة وأوبرا الإسكندرية وأوبرا دمنهور - يناير 2017.
- حلقة برنامج صاحبة السعادة على قناة CBC المصرية - فبراير 2017.
- حفلات دار الأوبرا المصرية بالقاهرة وأوبرا الإسكندرية وأوبرا دمنهور - ديسمبر 2017.
- حفل مسرح حديقة الشهيد بالكويت - أكتوبر 2018.[12]
- ختام الدورة العاشرة من مهرجان القاهرة الدولي لموسيقى الجاز بالجامعة الأمريكية بالقاهرة - أكتوبر 2018[13]حفل لكايرو ستيبس بدار أوبرا دمنهور - 2016

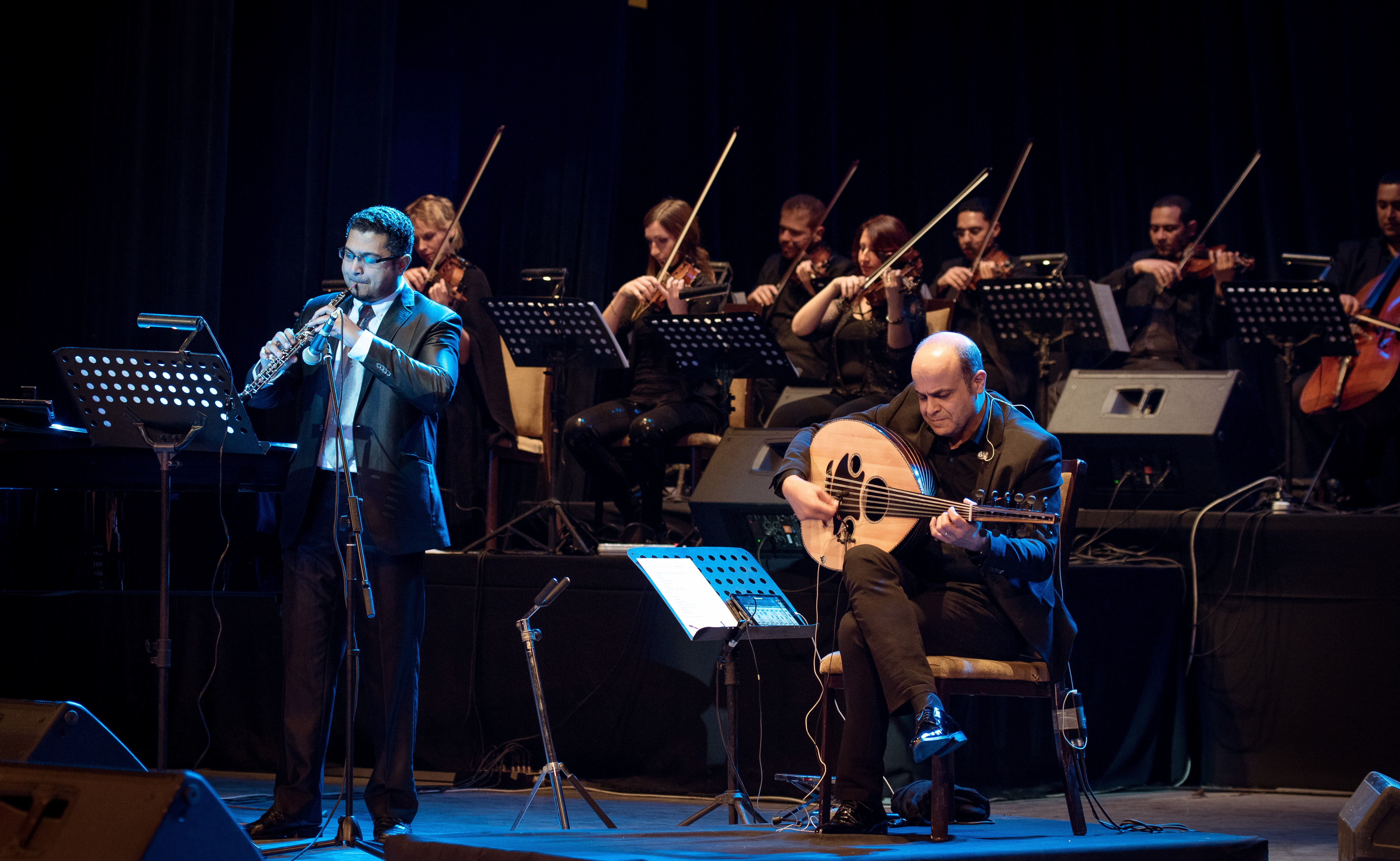
حفل لكايرو ستيبس بدار أوبرا دمنهور - 2016

- منتدى شباب العالم بشرم الشيخ - نوفمبر 2018.[2]
- حفل مهرجان البردة بأبو ظبي - نوفمبر 2018.[14]
- حفلات دار الأوبرا المصرية بالقاهرة والإسكندرية ودمنهور بمشاركة باليه أوبرا القاهرة - ديسمبر 2018.[15]
- حفل بالمشاركة مع فرق مسار إجباري ووسط البلد ونغم مصري على مسرح الماركيه بكايرو فيستيفال سيتي - ديسمبر 2018.[16]
- حفل بمشاركة علي الهلباوي في جامعة المنيا بمصر - ديسمبر 2018.[17]
- حفل المهرجان الصيفي بمسرح سيد درويش بدار أوبرا الإسكندرية - أغسطس 2019.[18]
- حفل افتتاح مهرجان القلعة للموسيقى والغناء بقلعة صلاح الدين بالقاهرة - 18 أغسطس 2019.[19]
- حفل بمصاحبة أوركسترا مكتبة الإسكندرية في مكتبة الإسكندرية بقيادة ناير ناجي - 26 أكتوبر 2019.[20]
- حفل بمصاحبة أوركسترا أوبرا القاهرة في دار الأوبرا المصرية بالقاهرة بقيادة ناير ناجي - 19 و 20 ديسمبر 2019.
- حفل بمسرح سيد درويش بدار أوبرا الإسكندرية - 22 ديسمبر 2019.

## فنانون متعاونون وضيوف شرف

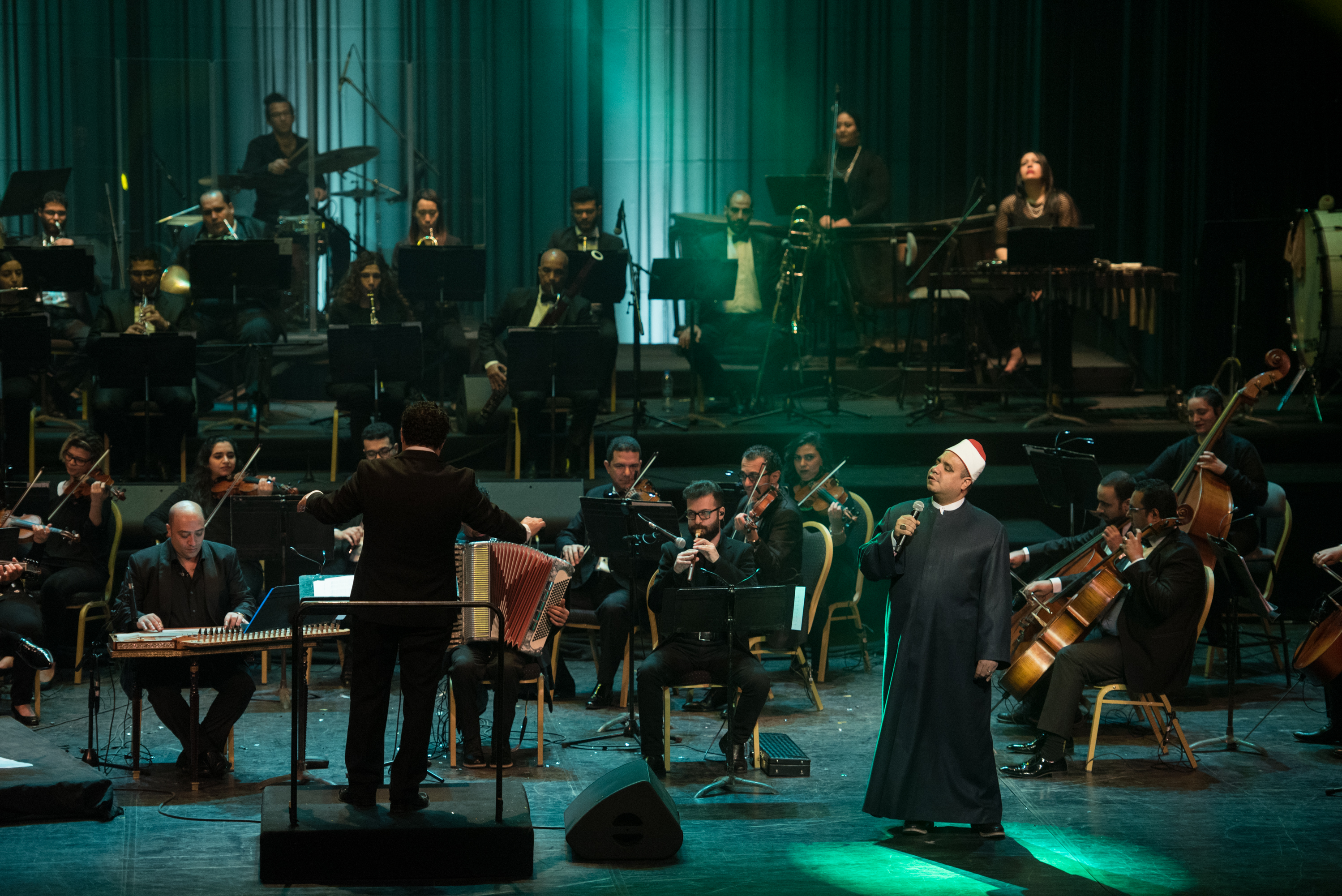
كايرو ستيبس مع الشيخ إيهاب يونس - حفل أوبرا القاهرة 2020.

## فنانون متعاونون وضيوف شرف[1]
- محمد منير
- هاني عادل[21]
- علي الحجار
- علي الهلباوي
- إيهاب يونس
- مروة ناجي
- إيناس عبد الدايم

## الأعمال
قام فريق كايرو ستيبس بعمل 5 ألبومات موسيقية وعدد كبير من المقطوعات المفردة:
| عام الإصدار               | اسم الألبوم                     | المحتويات | ملاحظات |
| ------------------------- | ------------------------------- | --- | --- |
| 2012                      | Oud Lounge (جلسة عود)           | 1. Cairo Steps 2. Memories 3. Triomania 4. Samai Darwisch 5. Sun Rise 6. Taqsim Oud (تقسيم عود) 7. Alpha Omega 8. Desert Road 9. Min Awel Lamsa (من أول لمسة)                                                                                     | تم إعادة توزيع Cairo Steps في نسخة أخرى وطرحها في نفس الألبوم                                                          |
| 2016                      | Arabiskan                       | 1. Sultan (سلطان) 2. Nubian Groove 3. Shams (شمس) 4. Amber (عنبر) 5. Siwa (سيوة) 6. Bokra (بكرة) 7. Alif (ألِف) 8. La Sua Bucca 9. Arabiskan | - تم غناء مقطوعة Arabiskan من علي الهلباوي في ألبوم Flying Carpet. - تم غناء أغنية (إلهي) من مروة ناجي مع مقطوعة سيوة. |
| 2016                      | Silk Road (طريق الحرير)         | 1. Voyage Oriental 2. Jaipur Express 3. Constantinople Dance Palace 4. Floating On Syr Darya 5. Riders Of Tashkent 6. Feathers and flames 7. Samarkand 1001 8. The Prince Of Turfan 9. Taklan Makan 10. Moon Over Issyk kul 11. Market Of Kashgar | |
| 2017                      | Flying Carpet (السجادة الطائرة) | 1. Sansibar 2. Khaliji Steps 3. Shams 4. Dance Du Nil 5. Arabiskan | تم غناء مقطوعة Arabiskan من علي الهلباوي في ذلك الألبوم لقصيدة (زدني بفرط الحب)                                        |
|                           | موسيقى إلكترونية                | 1. Iboto 2. Mirage 3. Sultan 4. Arabiskan | تم توزيعها مع سام شور                                                                                                  |
|                           | موسيقى تصويرية                  | Seven to One | |
|                           | موسيقى روحية                    | Oud Mood of the day | عزف: باسم درويش |
| Duduk mood of the day     | موسيقى روحية                    | عزف: رغيد وليم | |
| Nay Mood of the day       | موسيقى روحية                    | عزف: رغيد وليم | |
| Cello Mood of the day     | موسيقى روحية                    | عزف: جان بشرى | |
| Rababa Mood of the day    | موسيقى روحية                    | عزف: جان بشرى | |
| Kanoun Mood of the day    | موسيقى روحية                    | عزف: راجي كمال | |
| Piano Mood of the day     | موسيقى روحية                    | عزف: رامي عطا الله | |
| Duduk and Oud dialog mood | موسيقى روحية                    | عزف: باسم درويش - رغيد وليم | |
| 2014                      | مقطوعات مفردة                   | Gnossienne No.1 | إعادة توزريع مع ابتهال الشيخ إيهاب يونس (يا مالكًا قدري)                                                                |
| 2014 - 2015               | مقطوعات مفردة                   | Je nai nan | غناها: مونيكا جورج، بيتر غطاس، مروة ناجي، الشيخ إيهاب يونس وعلي الهلباوي                                               |
| 2014                      | مقطوعات مفردة                   | بأعرف أقول | مع ترانيم ماهر فايز.                                                                                                   |
| 2015                      | مقطوعات مفردة                   | Aripsalin | مع ترانيم مونيكا جورج وبيتر غطاس.                                                                                      |
| 2015                      | مقطوعات مفردة                   | مريم | مع ترانيم مونيكا جورج وبيتر غطاس.                                                                                      |
| 2015                      | مقطوعات مفردة                   | برضاك | إعادة توزيع مع غناء مروة ناجي                                                                                          |
| 2015                      | مقطوعات مفردة                   | المختار | إعادة توزيع مع غناء مروة ناجي                                                                                          |
| 2015                      | مقطوعات مفردة                   | Gnossienne | مقطوعة موسيقية بتوزيع جديد دون غناء                                                                                    |
| 2017                      | مقطوعات مفردة                   | Palladio | مقطوعة موسيقية بتوزيع جديد                                                                                             |
| 2017                      | مقطوعات مفردة                   | Adagio | إعادة توزريع مع ابتهال الشيخ إيهاب يونس (إلهي)                                                                         |
| 2020                      | مقطوعات مفردة                   | مالك الملك | مع ابتهالات الشيخ إيهاب يونس                                                                                           |
| 2023                      | مقطوعات مفردة                   | دع الأيام تفعل ما تشاء | مع هاني عادل. |

## التكريم
- جائزة الجاز الألمانية الذهبية عن ألبوم السجادة الطائرة - Flying Carpet 2018.[35][36][37]